# مصطفی حلمی
مصطفی حلمی (انگلیسی: Moustafa Helmi; ۱۱ ژوئن ۱۹۱۱ – ۹ مهٔ ۱۹۹۲) بازیکن فوتبال بود.
وی همچنین در تیم ملی فوتبال مصر بازی کرده‌است.